# ران براون (دونده)
ران براون (انگلیسی: Ron Brown؛ زادهٔ ۳۱ مارس ۱۹۶۱) دونده و بازیکن فوتبال آمریکایی اهل ایالات متحده آمریکا است.
از افتخارات وی می‌توان به کسب مدال طلا دو و میدانی در بازی‌های المپیک تابستانی ۱۹۸۴ در بخش امدادی ۴ × ۱۰۰ متر مردان اشاره کرد.